# Paludella squarrosa
Paludella squarrosa (deutsch Sparriges Sumpfmoos) ist eine Laubmoos-Art aus der Familie Meesiaceae. Sie ist die einzige Art der Gattung Paludella.

## Merkmale
Die Art bildet gelbgrüne bis bleichgrüne, innen braune, bis etwa 10 Zentimeter tiefe, oft ausgedehntere Rasen. Die Pflanzen sind unten rhizoidfilzig. Auffällig ist die regelmäßige fünfreihige sparrige Beblätterung. Die Blätter sind bis 2 Millimeter lang und 1 Millimeter breit, aus breiter Basis kurz zugespitzt, gekielt und stark zurückgekrümmt. Die Blattränder sind oben gezähnt. Die Blattrippe endet vor der Blattspitze. Die Laminazellen sind unten rechteckig und glatt, oben rundlich oder unregelmäßig eckig und mamillös.
Die Geschlechterverteilung ist diözisch. Sporenkapseln sind nur selten entwickelt. Die zarte, rote Seta ist etwa 4 bis 7 Zentimeter lang, die Kapsel ist zylindrisch, etwas hochrückig und 4 Millimeter lang. Der Deckel ist kegelförmig, das Peristom ist doppelt, das äußere und innere gleich lang. Sporen sind fein papillös und 15 bis 20 Mikrometer groß.

## Standortansprüche und Verbreitung
Paludella squarrosa wächst auf meist sonnigen und dauernassen Standorten in Sumpfwiesen, in nährstoffreicheren Flachmooren, in Quellmooren oder in Verlandungszonen von Gewässern.
In Deutschland, Österreich und der Schweiz kommt die Art von der Ebene bis ins Hochgebirge vor, ist jedoch selten. In Deutschland ist sie vom Aussterben bedroht.
Weltweit gibt es Vorkommen in den arktischen und borealen Gebieten der Nordhalbkugel.